# Hoya odorata
Hoya odorata är en oleanderväxtart som beskrevs av Rudolf Schlechter. Hoya odorata ingår i släktet Hoya och familjen oleanderväxter. Inga underarter finns listade i Catalogue of Life.